# Pico da Nevosa
Pico da Nevosa – góra na Półwyspie Iberyjskim, w północnej Portugalii, przy graniczy z Hiszpanią, najwyższy szczyt masywu Serra do Gerês. Wznosi się na wysokość 1546 m n.p.m.